# Saison 2016 des Indians de Cleveland
La saison 2016 des Indians de Cleveland est la 116e saison en Ligue majeure de baseball pour cette équipe.
Cleveland remporte le titre de la division Centrale de la Ligue américaine et leur premier titre de la Ligue américaine depuis 1997. Ils jouent en Série mondiale 2016 et perdent quatre matchs à trois face aux Cubs de Chicago.

## Contexte
Le bilan des Indians en 2015 fait état d'une régression : malgré une 3e saison gagnante de suite, ils remportent 4 matchs de moins qu'en 2014 pour prendre le 3e rang de la division Centrale de la Ligue américaine avec 81 succès contre 80 défaites. Le plus grand changement s'opère toutefois en cours d'année alors que les Indians voient leur jeu défensif, l'un des plus mauvais du baseball majeur en 2014,,, devenir l'un des meilleurs de la ligue après, entre autres, l'arrivée avec l'équipe le 14 juin du jeune joueur d'arrêt-court Francisco Lindor.

## Calendrier pré-saison
L'entraînement de printemps 2016 des Indians se déroule du 1er mars au 2 avril.

## Saison régulière
La saison régulière de 162 matchs des Indians débute le 4 avril par la visite à Cleveland des Red Sox de Boston et se termine le 2 octobre suivant.

### Classement
| Ligue américaine division Centrale | V  | D   | %    | Diff. | Diff. (séries) |
| ---------------------------------- | -- | --- | ---- | ----- | -------------- |
| Indians de Cleveland               | 94 | 67  | ,584 | -     | -              |
| Tigers de Détroit                  | 86 | 75  | ,534 | 8     | 2½             |
| Royals de Kansas City              | 81 | 81  | ,500 | 13½   | 8              |
| White Sox de Chicago               | 78 | 84  | ,481 | 16½   | 11             |
| Twins du Minnesota                 | 59 | 103 | ,364 | 35½   | 30             |